# Kødbyen
Kødbyen ([ˈkøðˌbyəˀn] dänisch für die Fleischstadt), das ehemalige Fleischereiviertel Kopenhagen, ist ein einzigartiges Stadtquartier mit einer reichen Geschichte und einer lebendigen Gegenwart. Ursprünglich als Zentrum für den Fleischhandel etabliert, hat sich Kødbyen zu einem kulturellen Anziehungspunkt der Stadt entwickelt, der Kunst, Gastronomie und das Nachtleben vereint. Kødbyen gilt als lebendiges Beispiel für die erfolgreiche Verbindung industrieller Vergangenheit und kultureller Gegenwart.

## Geschichte
Die Geschichte von Kødbyen beginnt im Jahr 1879 mit der Gründung eines großen Viehmarktes am Halmtorvet in Kopenhagen, der Trommesalen, den bisherigen Viehmarkt der Stadt, ablöste. Diese Entwicklung kennzeichnete den Beginn Kødbyens als zentralem Ort für den Fleischhandel der Stadt.

## Unterteilung
Im Laufe der Zeit wurde das Gebiet anhand der vorherrschenden Gebäudefarben in drei unterschiedliche Bereiche unterteilt: das Braune Kødby, das Weiße Kødby und das Graue Kødby. Das Braune Kødby, das 1984 unter Denkmalschutz gestellt wurde, umfasst die 1901 vom Architekten Ludvig Fenger entworfene Øksnehallen und eine Reihe weiterer Gebäude auf der näher am Kopenhagener Hauptbahnhof gelegenen Seite Kødbyens. Die hier gelegenen Hallen wurden in den 1990er-Jahren renoviert und dienen heute für Ausstellungen und ähnliche Veranstaltungen.
Das Weiße Kødby, das 1934 eröffnet wurde und ein Werk des Architekten Poul Holsøe ist, wurde 1996 als Hauptwerk des frühen Funktionalismus in Dänemark unter Denkmalschutz gestellt. Es dient weiterhin als Kopenhagens Fleischmarkt, hat sich aber seit den 2000er-Jahren zu einem lebendigen Viertel mit Cafés, Restaurants, Kunstgalerien und Ateliers entwickelt.
Das Graue Kødby, das eine etwas weniger definierte Identität aufweist, sollte ursprünglich wie das Weiße Kødby geöffnet werden, allerdings verzögerte ein altes Ammoniakanlagenprojekt die Eröffnung um fünf Jahre. Heute bietet ein Spaziergang durch die Slagtehusgade (Schlachthausgasse) einen authentischen Einblick in das Fleischereiviertel.

## Nutzung
Kødbyen hat sich im Laufe der Jahre stark verändert. Während das Gebiet einst die höchste Dichte an Fleischereien in Europa aufwies, zogen die meisten Fleischverarbeitungsbetriebe um die Jahrtausendwende aus der Stadt heraus. In Anlehnung an den Meatpacking District in New York beschloss die Stadtverwaltung eine Neubelebung des Gebietes, was Kødbyen zu einem der angesagtesten Ziele des Nachtlebens in Kopenhagen machte.
Neben dem Nachtleben ist Kødbyen auch für sein kulturelles Angebot bekannt. Galerien, Designer, Fotografen und Filmemacher haben sich in den ehemaligen Schlachthöfen niedergelassen. Die einst verschlossenen Tore sind nun oft geöffnet, und das Gebiet ist zu einem Epizentrum des Kopenhagener Nachtlebens geworden.
Die Stadtverwaltung Kopenhagens erwägt zur Deckung der Kosten für die dringend benötigte Renovierung der Gebäude in jüngster Zeit die Privatisierung des kommunalen Eigentums an Kødbyen oder die Betrauung einer Stiftung mit dem Eigentum. Diese Überlegungen haben eine Debatte über die Zukunft Kødbyens und die Bewahrung seines Charakters ausgelöst.